# Norrköping

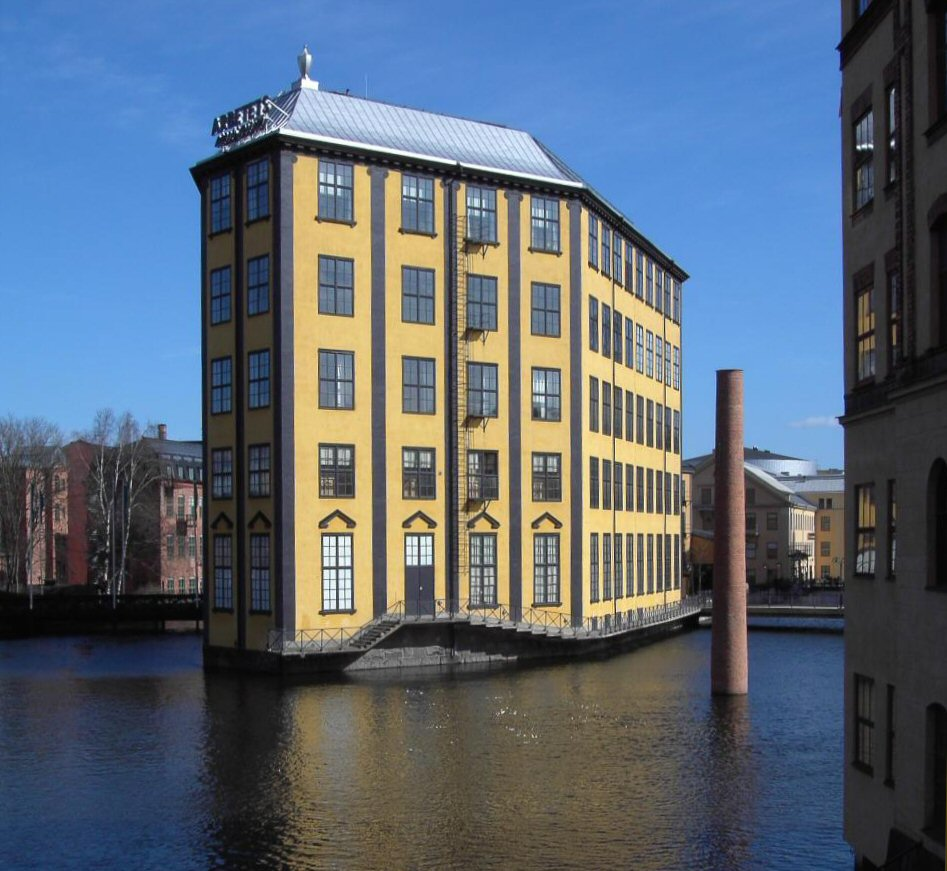
Zrewitalizowana dzielnica przemysłowa Norrköping – w budynku Strykjärnet mieści się Muzeum Pracy

Norrköping (wym. [²nɔrːɕøːpɪŋ]) – miasto w Szwecji. Siedziba władz administracyjnych gminy Norrköping w regionie Östergötland. Położone nad rzeką Motala ström niedaleko jej ujścia do Bråviken, zatoki Morza Bałtyckiego. W 2018 roku miejscowość zamieszkiwało 96 946 mieszkańców. Nazywane jest Manchesterem lub Pekinem Szwecji.

## Historia
Norrköping otrzymało prawa miejskie w 1384. Swój rozwój od XVII wieku jako znaczącego ośrodka przemysłowego południowej Szwecji zawdzięcza rzece. W pobliżu starego Norrköping nad Motalą rozwinął się przemysł włókienniczy i papierniczy. W latach 70. i 80. XX wieku przemysł tradycyjny nie wytrzymał konkurencji na rynkach światowych, wiele fabryk w mieście zostało zamkniętych. Wzrosła znacznie liczba bezrobotnych, a w centrum miasta pozostały opuszczone hale fabryczne.
W latach 90. władze miasta przeprowadziły udany projekt rewitalizacji tej dzielnicy wprowadzając do niej nowe funkcje. Powstał tu m.in. Campus Norrköping, filia Uniwersytetu w Linköping (ok. 6 tys. studentów), w budynkach pofabrycznych powstały muzea, sala koncertowa, centrum kongresowe, przestrzeń biurowa. Cały obszar tworzy dobrze zagospodarowany obszar turystyczny zwany Industrilandskapet, czyli "Krajobraz przemysłowy".
W mieście znajdują się trzy znaczące muzea:
- Arbetets museum (Muzeum Pracy) – historia pracy w Norrköping,
- Norrköpings stadsmuseum (Muzeum Miejskie w Norrköping) – historia przemysłu włókienniczego oraz rzemiosła,
- Norrköpings konstmuseum (Muzeum Sztuki w Norrköping) – głównie kolekcja współczesnej sztuki szwedzkiej,

## Gospodarka
W mieście rozwinął się przemysł maszynowy, metalowy, elektrotechniczny, chemiczny, skórzany, celulozowo-papierniczy, spożywczy oraz włókienniczy.

## Sport
- IFK Norrköping – klub piłkarski (liga Allsvenskan)
  - Idrottsparken – stadion klubu. Odbywały się na nim m.in. spotkania Euro 1992.
- FC Norrköping – klub piłkarski (III liga)
- Vargarna Norrköping – klub żużlowy

## Miasta partnerskie
- Trondheim, Norwegia
- Linz, Austria